# Mohab Mohammed Hussein Mamish

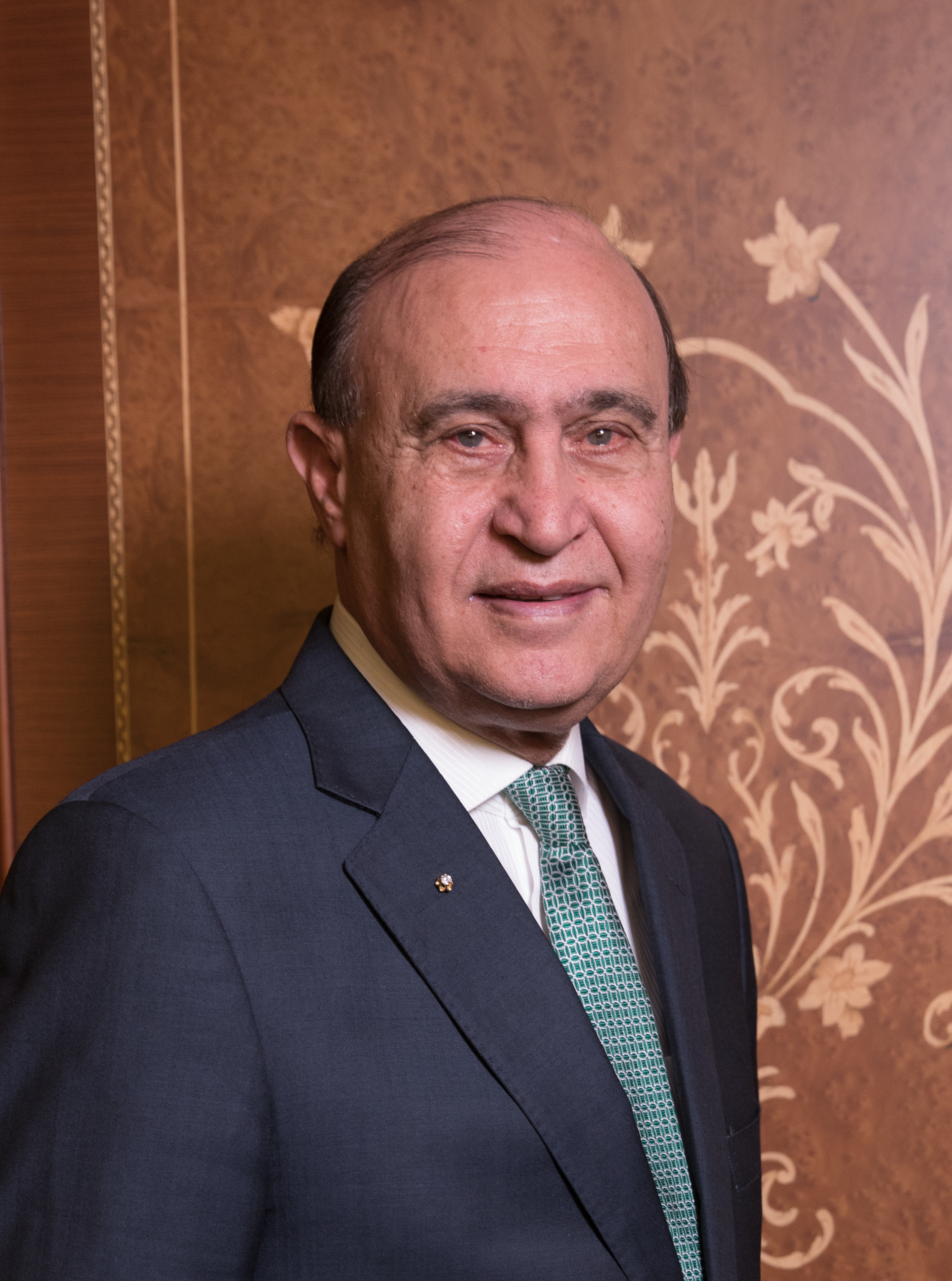
Mohab Mamish (2019)

Mohab Mohammed Hussein Mamish (arabisch مهاب محمد حسين مميش, DMG Muhāb Muḥammad Ḥusain Mamīš; * 8. Juni 1948) ist ein ägyptischer Militär. Er ist seit Februar 2011 Chef der ägyptischen Marine im Rang eines Vizeadmirals. Er ist außerdem Mitglied des seit der Revolution in Ägypten 2011 das Land regierenden Obersten Rats der Streitkräfte. Mamish ist ehemaliger Chef der ägyptischen Behörde Suez Canal Authority.